# Derwent Cumberland Pencil Company

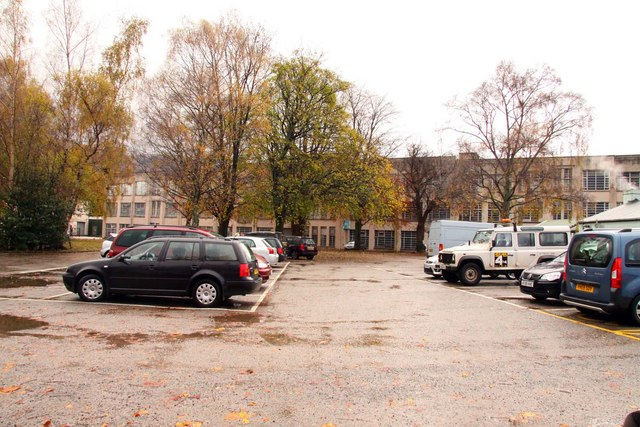
Das Cumberland Pencil Betriebsgelände in 2009

Die Derwent Cumberland Pencil Company ist ein englischer Hersteller von Bleistiften, Künstlerstiften und anderem Büromaterial. Das Unternehmen wurde 1832 gegründet.

## Bandbreite an Stiften
Derwent Farbstifte werden traditionell in Blechschatullen verkauft, die 12, 24, 36 oder 72 verschiedene Farbtöne enthalten. Zum Probieren sind sie auch als 6er-Sets erhältlich. Die Luxusvariante stellt eine Auswahl an hölzernen Präsentationsboxen mit reichhaltigem Inhalt dar.
Derwents älteste Produktlinie von Farbstiften, "Artist", wurden im Jahre 1939 von 24 auf 72 und 1996 von 72 Farben auf 120 erweitert. "Studio"- and "Watercolour"-Stifte sind bis jetzt nur in 72 ursprünglichen Farben erhältlich. Pastellstifte wurden 1994 eingeführt und sind in 90 verfügbar. Derwent produziert nun auch Pastellkreiden ohne Holzfassung.
Derwents neuste Erfindung ist die "Signature"-Linie. Sie besteht aus in 60 verschiedenen Farben erhältlichen, lichtechten Stiften.
"Signature Watercolour", die wasservermalbar sind, um einen Aquarelleffekt zu erzeugen, beschränken sich auf 40 Farben. Derwent stellt auch eine Reihe von Graphit- und Kohlestiften her, ebenso wie für besondere Zwecke gedachte Stifte wie z. B. "Aquatone", eine in 24 Farben erhältliche Serie, die ausschließlich aus wasserlöslichen Pigmenten in Stiftform besteht. Das macht "Aquatone" zu sehr farbintensiven Aquarellstiften ohne Holzfassung, die sich auch gut zum Erzielen von "Spritz-Effekten" eignen. Hierzu streift man mit einem nassen Pinsel hart über die Stiftoberfläche oder man schabt mit einem Messer Partikel vom Aquatone-Stift ab und lässt dann Wasser von oben herabtropfen.

## The Pencil Museum
Das Cumberland Pencil Museum, das in Keswick (Cumbria, GB) zu finden ist, zeigt die Geschichte der (Blei-)Stiftherstellung und der Entstehung der Derwent-Stifte.